# Kuoukaravinerna södra
Kuoukaravinerna södra este o arie protejată (arie specială de conservare — SAC, sit de importanță comunitară — SCI) din Suedia întinsă pe o suprafață de 10,2 ha, integral pe uscat.

## Localizare
Centrul sitului Kuoukaravinerna södra este situat la coordonatele 66°33′19″N 20°29′51″E / 66.5552°N 20.4976°E.

## Înființare
Situl Kuoukaravinerna södra a fost declarat sit de importanță comunitară în aprilie 2004 pentru a proteja 2 specii de plante. Situl a fost protejat și ca arie specială de conservare în martie 2011.

## Biodiversitate
Situată în ecoregiunea boreală, aria protejată conține 3 habitate naturale: Cursuri de apă de la nivel de câmpie la nivel montan, cu vegetație Ranunculion fluitantis și Callitricho-Batrachion, Taiga vestică, Păduri fino-scandinave bogate în ierburi cu Picea abies.
La baza desemnării sitului se află mai multe specii protejate de  plante (2): Calypso bulbosa, Ranunculus lapponicus.